# 沈幾
沈幾（1602年—？），字去疑，號次復，又號大谷居士，南直隶苏州府长洲县人，明朝政治人物，復社人物。

## 生平
天启七年（1627年）丁卯科应天乡试第一名举人（解元），崇祯四年（1631年）辛未科进士。刑部观政，授福建福宁州知州，丁忧归。九年（1636年）复补福宁州知州，性抗直，不善事上官。十三年（1640年）考察罷歸，日與從遊，講學不倦。

## 著作
著有《原易》、《原莊》、《原李》、《紫陽一燈》等書。

## 佚事
与冯梦龙、冯梦熊兄弟为友。与金圣叹亦有交往。